# Chiesa di San Gregorio Magno (Olgiate Olona)
La chiesa di San Gregorio Magno è la chiesa patronale della comunità pastorale di Olgiate Olona.

## Storia
La costruzione della chiesa venne ultimata nel 1668 per volere del conte Giuseppe Besozzi, che donò anche il terreno antistante la chiesa. Fu intitolata a Papa Gregorio I e al nome del santo venne aggiunta la specificazione "al lazzaretto", in quanto nel cimitero adiacente alla chiesa vennero sepolti i cadaveri degli appestati. Settant'anni dopo l'edificazione, la chiesa presentava importanti crepe nella volta e la parte anteriore dell'edificio era in precarie condizioni a causa del peso eccessivo del campanile.
Il 19 giugno 1753 il cardinale Giuseppe Pozzobonelli visitò la chiesa, ma non ebbe particolari prescrizioni da fare. Dal 1874 presso la chiesa di San Gregorio si iniziò a celebrare la festa dell'Addolorata la terza domenica di settembre, precedentemente celebrata alla quarta domenica dello stesso mese come indicato nel 1801 nel testamento di Federico Bonsignore, il quale indicò ai suoi eredi di sborsare in favore della chiesa 20 lire ogni anno per la celebrazione di questa festa.

## Architettura

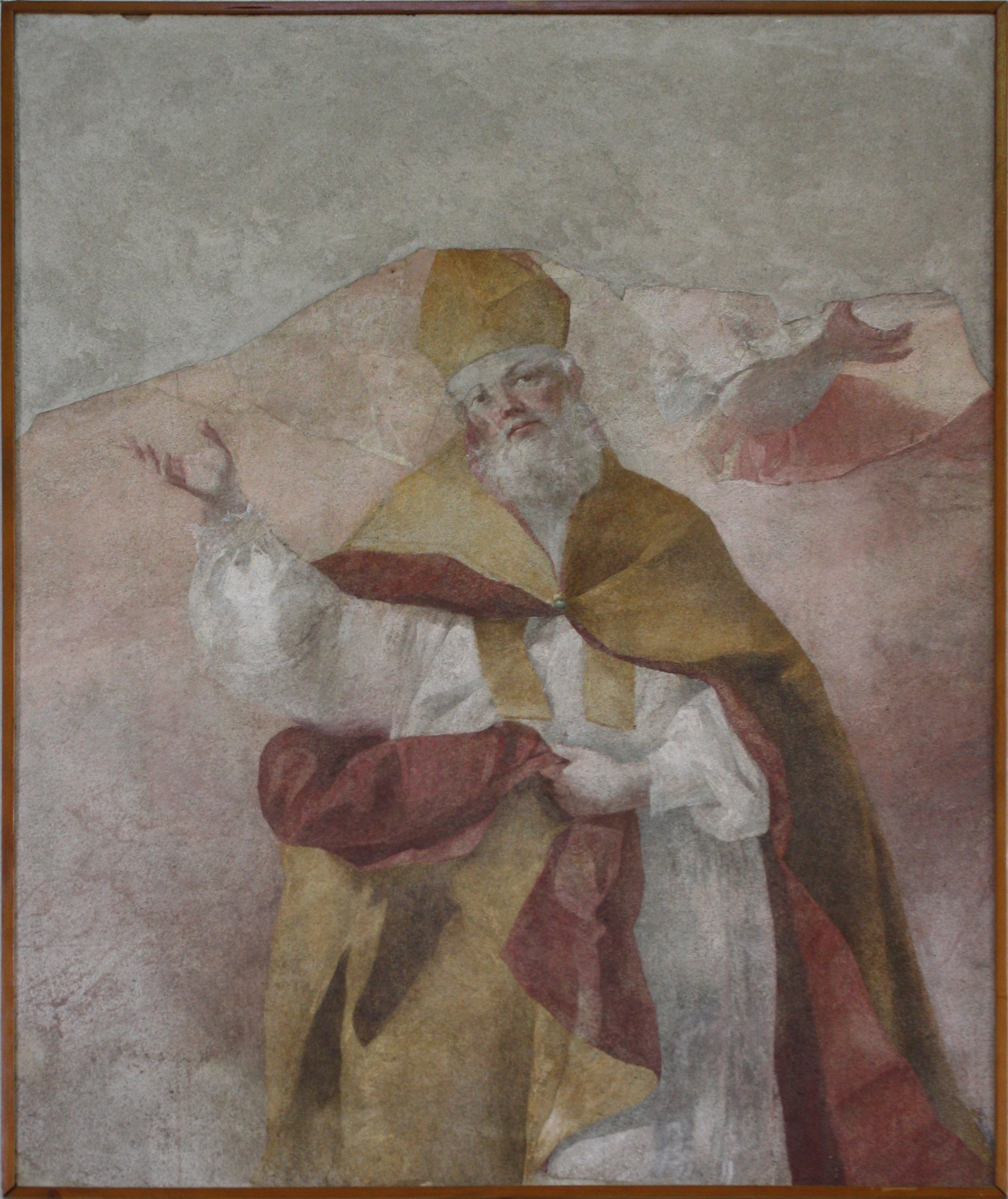
Affresco raffigurante Sant'Ambrogio, realizzato da Biagio Bellotti nella chiesa di Sant'Ambrogio di Olgiate Olona e successivamente strappato e spostato nella chiesa di San Gregorio Magno prima del crollo della sua precedente ubicazione

La facciata, rivolta verso sud, presenta due lesene, un timpano semicircolare e una porta con arco a tutto sesto. Varcando la soglia si giunge in un vestibolo antistante l'aula, la quale presenta un'unica navata di 11,5×6,3 m, in tre campate con volta a botte affrescata.
Sul lato orientale era presente la cappella dell'Addolorata costituita da gradini e balaustra in marmo, un altare in muratura e una nicchia incorniciata da un telaio in legno dorato che conteneva la rappresentazione della Vergine. Venne demolita nel 1958 a causa della sua instabilità strutturale e la statua della Madonna venne spostata sull'altare maggiore.
Sulla parete a ovest è posizionata una nicchia con la statua di San Domenico, mentre due statue di San Gregorio Magno e Sant'Antonio abate sono poste su altrettante mensole situate ai lati dell'arco che si apre sul presbiterio. Quest'ultimo misura 8×4 m ed è separato dall'aula per mezzo di una balaustra in marmo; presenta una volta a cupola e un'abside semicircolare.
Nel 1982 l'architetto Cesare Chierichetti diresse a titolo gratuito il rinnovo della copertura, del pavimento, dell'abside e della facciata. Fu fatta restaurare la pala d'altare raffigurante San Gregorio Magno attorniato dalle anime purganti, realizzata da Paolo Pagani nel XVII secolo. Furono restaurate anche le quattro statue lignee raffiguranti Sant'Antonio abate, San Domenico, San Gregorio, realizzate dall'olgiatese Stefano Palma, e la Madonna Addolorata, di autore ignoto.
Nel 1997 don Eligio Genoni fece restaurare l'interno della chiesa: furono recuperati i colori originali e furono aggiunte decorazioni in oro zecchino sulla cupola, nuove vetrate colorate e un nuovo altare in noce posto su un nuovo pavimento in marmo di Carrara. Nel 2011 furono restaurati gli esterni e il campanile con tre campane che nel 1905 i consiglieri della Confraternita del Santissimo Sacramento di Olgiate Olona fecero realizzare dalla Ditta Barigozzi di Milano.
La pulizia della chiesa è garantita dal Gruppo Alpini di Olgiate Olona che ha realizzato il coro ligneo in cui è incastonata una reliquia di San Gregorio.